# Anoplodactylus monotrema
Anoplodactylus monotrema är en havsspindelart som beskrevs av Stock, J.H. 1979. Anoplodactylus monotrema ingår i släktet Anoplodactylus och familjen Phoxichilidiidae. Inga underarter finns listade i Catalogue of Life.